# CCTV-8
CCTV-8(CCTV-8 电视剧, 중국어: 中国中央电视台电视剧频道)은 중국중앙텔레비전의 텔레비전 채널 중 하나이다. 드라마 위주로 편성한다.